# Mount Vernon (Washington)
Mount Vernon és una població dels Estats Units i seu del comtat de Skagit a l'estat de Washington. Segons el cens del 2000 tenia 26.232 habitants.

## Demografia
Segons el cens del 2000, Mount Vernon tenia 26.232 habitants, 9.276 habitatges, i 6.205 famílies. La densitat de població era de 911,6 habitants per km².
Dels 9.276 habitatges en un 36,5% hi vivien nens de menys de 18 anys, en un 51,3% hi vivien parelles casades, en un 11,4% dones solteres, i en un 33,1% no eren unitats familiars. En el 26,1% dels habitatges hi vivien persones soles el 10,9% de les quals corresponia a persones de 65 anys o més que vivien soles. El nombre mitjà de persones vivint en cada habitatge era de 2,75 i el nombre mitjà de persones que vivien en cada família era de 3,32.
Per edats la població es repartia de la següent manera: un 29% tenia menys de 18 anys, un 11,9% entre 18 i 24, un 29% entre 25 i 44, un 17,6% de 45 a 60 i un 12,5% 65 anys o més.
L'edat mediana era de 31 anys. Per cada 100 dones de 18 o més anys hi havia 92,9 homes.
La renda mediana per habitatge era de 37.999 $ i la renda mediana per família de 44.772 $. Els homes tenien una renda mediana de 33.724 $ mentre que les dones 27.244 $. La renda per capita de la població era de 17.041 $. Aproximadament el 10,8% de les famílies i el 15,9% de la població estaven per davall del llindar de pobresa.

## Fills il·lustres
- Jim Caviezel (1968) actor de cinema i TV estatunidenc.

## Poblacions més properes
El següent diagrama mostra les poblacions més properes.